# Styringomyia neocaledoniae
Styringomyia neocaledoniae är en tvåvingeart som beskrevs av Alexander 1948. Styringomyia neocaledoniae ingår i släktet Styringomyia och familjen småharkrankar. Inga underarter finns listade i Catalogue of Life.